# ケサランパサラン
ケセランパサラン、ケサランパサラン、ケセランパセラン、ケ・セランパサランは、江戸時代以降の民間伝承上の謎の生物とされる物体。外観は、タンポポの綿毛や兎の尻尾のようなフワフワした白い毛玉とされる。西洋でゴッサマー（gossamer）やエンゼル・ヘア（angel hair）と呼ばれているものと同類のものと考えられている。

## 概要
白い毛玉のような物体で、空中をフラフラと飛んでいると言われる。東北地方では嵐の前などに雷とともに降ってくるという伝承がある。一つ一つが小さな妖力を持つ妖怪とも言われるが、植物か動物かは判然とせず、未確認動物として扱われることもある。
ケセランパサランを見つけると幸運になるという伝承がある。ケセランパサランを持っているということはあまり人に知らせないほうがいいと言われているため、代々密かにケセランパサランを伝えている家もあるという。
穴の開いた桐の箱の中でおしろいを与えることで飼育でき、増殖したり、持ち主に幸せを呼んだりすると言われている。だが、穴がないと窒息して死んでしまう、おしろいは香料や着色料の含まれていないものが望ましい、1年に2回以上見るとその効果は消えてしまうなどと言われることもある。
ケセランパサランは1970年代後半に広く知られるようになったが、この時ケセランパサランとされた物の多くは、花の冠毛からできたものであった。

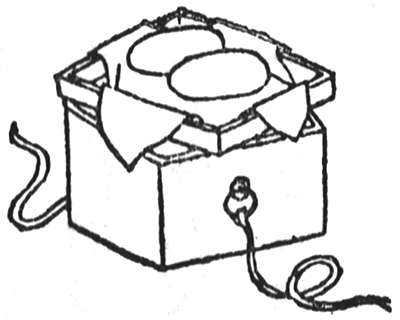
『和漢三才図会』より「鮓荅」

ケセランパサランとの関係は明らかになっていないが、江戸時代の百科事典『和漢三才図会』には鮓荅（へいさらばさら、へいさらばさる）という玉のことが記載されている。同書によれば、これは動物の肝臓や胆嚢に生じる白い玉で、鶏卵ほどの大きさのものから、栗のイガやハシバミくらいの小さいものまであり、石や骨にも似ているがそれとは別物で、蒙古人はこれを使って雨乞いをしたとある。著者・寺島良安はこれを、オランダで痘疹（痘瘡の発疹）や解毒剤に用いられた平佐羅婆佐留（へいさらばさる）と同じものとしている。近代では、「鮓荅」は「さとう」と読み、動物の胆石や腸内の結石と解釈されている。
大田南畝著『半日閑話』5巻には、上槇町（東京都中央区八重洲辺り）にて寛政4年（1792年）旧暦1月、漆喰の様な物の中から、縦横壱尺二寸三分（鯨尺だと約46.5cm）の色の変わる奇妙な石が発見され、多紀元孝（多紀安元）が「是鮓礜也。蛮語ヘイサラバサラ。」と鑑定した記録が記されている。

## 名前の由来
- スペイン語の「Que Será, Será（ケ・セラ・セラ）」が語源だという説
- 「袈裟羅・婆裟羅」（けさら・ばさら）という梵語が語源だという説[12]
- 羽毛のようにパサパサしているからという説[6]
- 「何がなんだかさっぱりわからん」を意味する東北地方の言葉との説
- その他

## 正体
ウサギの毛玉のような動物系のものとタンポポの綿毛に似た植物系のものがあるとされる。正体は明らかではなく、以下のように“動物の毛玉”、“植物の花の冠毛”などいくつかの説がある。またはこれらすべてを総称してケセランパサランとして認識されている可能性がある。
動物性
東北などの寒冷な地域において、小動物が捕食された際に食べ残された毛皮の皮膚の部分が縮まり、毛を外側にして丸まったものとも言われている。この他、牛や馬などといった動物の胆石や結石などだという説もある。雪虫、アオバハゴロモの幼虫なども。
植物性
アザミやオキナグサ、ブタナなどといった植物の花の冠毛が寄り集まって固まったものであるとされる。ガガイモの種の綿毛とも言われる。綿状のカビだという説もあり、白粉を与えると増えるというのはこのためだとも言われる。また、ビワの木でよく目撃されることから「ビワの木の精」とも呼ばれている。
鉱物性
オーケン石 (okenite)など 。

## 展示

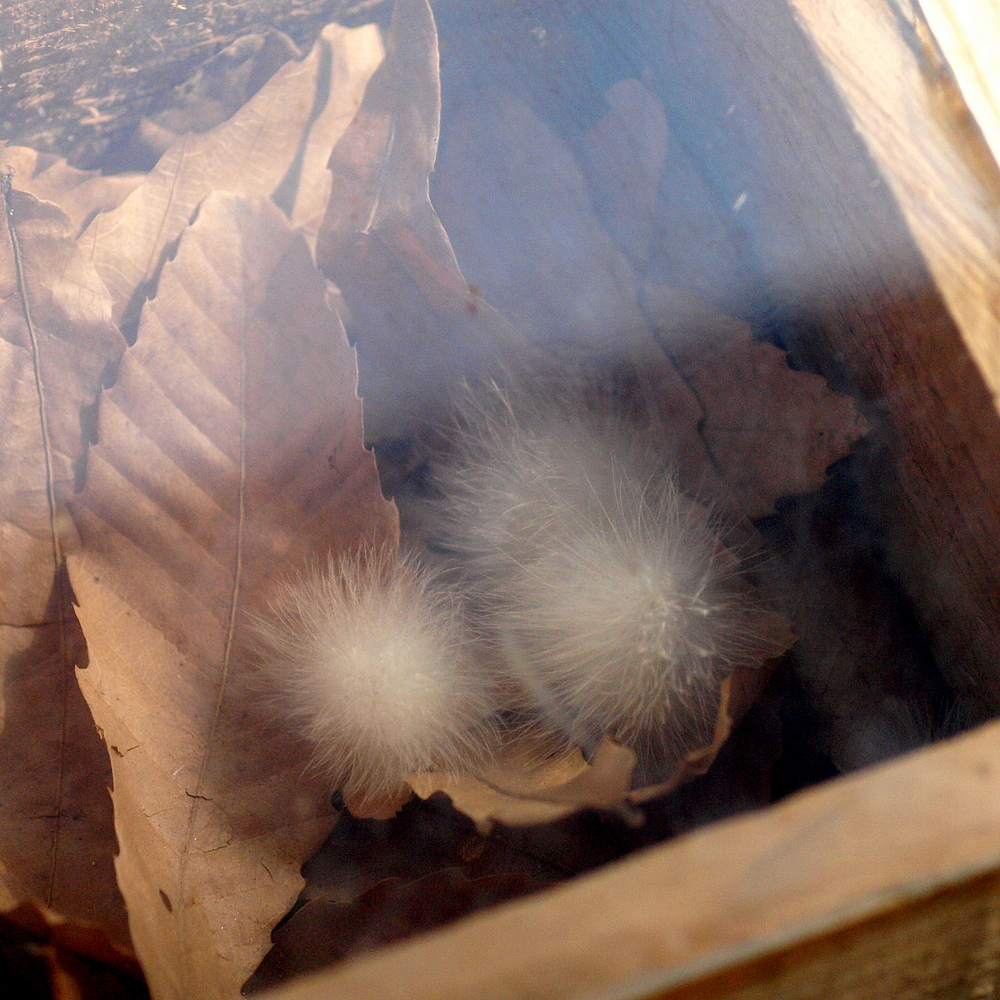
姫路市立動物園で展示されている「ケセランパサラン」

山形県鶴岡市の加茂水族館や兵庫県姫路市の姫路市立動物園で展示されている。
加茂水族館では村上龍男・名誉館長が1990年頃に月山山麓のブナの木の下で発見した綿毛状の物質を展示している。ここでは「ワシなどの猛禽類がウサギなどの小動物を食べた際に排泄される毛玉（ペリット）である」と説明されている。
また、姫路市立動物園では2010年ごろから展示されているが、これは猛禽類が餌を消化しきれずに吐き出した羽根の塊であり、猛禽類の生態を知ってもらうための企画として展示されている。

## ケセランパサランが登場する作品
音楽作品
- ケサランパサラン - 小出稚子のオーケストラ曲
- ビジュメニア - 悠木碧の楽曲
- ケサランパサラン - every♥ing!の楽曲
- ケサランパサラン - sora tob sakanaの楽曲
- 結接蘭 破接蘭 - レベッカの楽曲
- ケサランパサラン - DECO*27の楽曲
- ケセランパサラン - みゆはんの楽曲
- 君と僕とのサクセス論 - THE SUPER FRUITの楽曲

アニメ
- ちびまる子ちゃん
- マウスどうぶつえん

ゲーム
- とんがりボウシと魔法の365にち - ふしぎじかんに「むしのなかま」として捕まえることができ、ピンク、黒の2色がある。本作以降のとんがりボウシシリーズにも登場。
- スーパーマリオワールド（ケセラン・パサラン）
- 世界樹の迷宮III 星海の来訪者
- ドラゴンクエストX 目覚めし五つの種族 オンライン
- リヴリーアイランド
- モンスターストライク
- アナザーエデン 時空を超える猫（ケセランパサラン）
- にゃんこ大戦争

漫画
- 地獄先生ぬ〜べ〜 - 真倉翔原作・岡野剛作画の漫画。
- 超人学園 - 石沢庸介の漫画。
- 東方茨歌仙 〜 Wild and Horned Hermit. - ZUN原作、あずまあや作画の漫画。
- 繰繰れ! コックリさん - 遠藤ミドリの漫画。
- そのアパート、座敷童子付き物件につき… - 小夏ゆーたの漫画。
- ベルゼブブ嬢のお気に召すまま。
- ケサランなにがしとスープ屋さん - 堀井優の漫画。
- 先輩!今から告ります! - 慎本真の漫画。
- 東京都北区赤羽 - 清野とおるの漫画。
- ねこようかい - ぱんだにあの漫画。
- 水姫先輩の恋占い - シロサワの漫画。

小説
- いま集合的無意識を、 - 神林長平の小説。

ドラマ
- 全領域異常解決室